# Hydrelia centrata
Hydrelia centrata là một loài bướm đêm trong họ Geometridae.